# Costillares
Joaquín Rodríguez llamado Costillares fue un torero español, nacido en Sevilla el 20 de julio de 1743 y fallecido en Madrid el 27 de enero de 1800. Es considerado el padre del espectáculo taurino moderno, como innovador y organizador de la lidia.

## Biografía
Hijo del también matador sevillano Luis Rodríguez quien fuese empleado del matadero, Costillares sigue los pasos de su progenitor en ambas profesiones, los conocimientos adquiridos en el matadero acerca de la anatomía del toro le ayudarán posteriormente como estudioso de los toros.
Comienza Costillares su carrera en la cuadrilla de Pedro Palomo, para tomar la alternativa a los 20 años comenzando su carrera en solitario. Desde entonces logra reconocimiento en Sevilla, siendo de los primeros en actuar triunfalmente en la Real Maestranza de esta ciudad. Solo después haber logrado un total reconocimiento como matador en Sevilla decide Costillares debutar en Madrid en 1767. Desde 1775 comienza su rivalidad con Pedro Romero torero favorito del pueblo, convirtiéndose Costillares en el favorito de la aristocracia. Si bien no aparece en Madrid en 1776 afianzándose ese año en la Maestranza de Sevilla, desde 1780 aparece con regularidad en los festejos de Madrid hasta 1790. El 27 de julio de 1782 recibe una grave cornada en Madrid. A partir 1790 sus apariciones se hacen cada vez más esporádicas hasta su muerte, ya retirado en 1800. Sus esfuerzos por reglamentar la faena lo convierten en el creador de la corrida de toros moderna.

## Innovaciones
Se le considera el creador de la base de la faena de capote al perfeccionar el lance de verónica. Por otra parte organizó las cuadrillas de toreros, que antes se contrataban por la empresa de la plaza, disciplinando su actuación y sometiéndolas a las órdenes del matador quien se convertía de esta manera en el director de la lidia. Estableció los tercios de la lidia, de varas, de banderillas y de muerte. Modificó el traje de torear estableciendo la chaquetilla bordada con galones de oro para los maestros y de plata para los subalternos, el calzón de seda y la faja de colores. Además inventó la estocada a volapié, humillando al toro con la muleta y yendo hacia el mismo con el estoque hacia el hoyo de las agujas.